# 키어넌 듀스버리홀
키어넌 프랭크 듀스버리홀 (Kiernan Frank Dewsbury-Hall, 1998년 9월 6일 ~ )는 잉글랜드의 축구 선수이며, 에버턴에서 미드필더로 뛰고 있다.